# 大平町 (岡崎市)
大平町（おおひらちょう）は、愛知県岡崎市大平地区の町名。丁番を持たない単独町名であり、53の小字が設置されている。

## 地理
岡崎市の地理的中央からやや南西にずれた所に位置する。

### 河川
- 乙川
- 更沙川

### 小字
| - 字石亀（いしがめ） - 字石丸（いしまる） - 字市木（いちぎ） - 字榎田（えのきだ） - 字大河内（おおこうち） - 字大割（おおわり） - 字岡田（おかだ） - 字奥田潰（おくたつぶし） - 字奥屋（おくや） - 字欠下（かけした） - 字上下り（かみくだり） - 字川田（かわだ） - 字瓦屋前（かわらやまえ） - 字北市木（きたいちぎ） - 字下り（くだり） - 字小欠（こかけ） - 字古渕（こぶち） - 字駒場（こまんば） | - 字五位原（ごいはら） - 字才勝（さいかつ） - 字皿田（さらだ） - 字沢添（さわぞえ） - 字下市場（しもいちば） - 字新寺（しんでら） - 字杉本（すぎもと） - 字砂原（すなばら） - 字ゼッポウ（ぜっぽう） - 字建石（たていし） - 字中天（ちゅうてん） - 字塚畑（つかばた） - 字辻重（つじしげ） - 字辻杉（つじすぎ） - 字堤上（つつみうえ） - 字堤下（つつみした） - 字天神前（てんじんまえ） - 字出口（でぐち） | - 字土井下（どいした） - 字土井東（どいひがし） - 字百々（どうど） - 字中道（なかみち） - 字西上野（にしうえの） - 字西大森（にしおおもり） - 字西田潰（にしたつぶし） - 字二ノ沢（にのさわ） - 字東上野（ひがしうえの） - 字東大森（ひがしおおもり） - 字東田潰（ひがしたつぶし） - 字回り戸（まわりこ） - 字南田潰（みなみたつぶし） - 字森下（もりした） - 字家下（やした） - 字八ツ幡（やつはた） - 字薮下（やぶした） |

## 世帯数と人口
2019年（令和元年）5月1日現在の世帯数と人口は以下の通りである。
| 町丁   | 世帯数    | 人口    |
| ------ | --------- | ------- |
| 大平町 | 2,281世帯 | 5,217人 |

### 人口の変遷
国勢調査による人口の推移
| 1995年（平成7年）  | 3,618人 | [ 5 ] |  |
| 2000年（平成12年） | 3,690人 | [ 6 ] |  |
| 2005年（平成17年） | 4,058人 | [ 7 ] |  |
| 2010年（平成22年） | 4,729人 | [ 8 ] |  |
| 2015年（平成27年） | 4,926人 | [ 9 ] |  |

## 小・中学校の学区
市立小・中学校に通う場合、学区は以下の通りとなる。また、公立高等学校に通う場合の学区は以下の通りとなる。
| 番・番地等 | 小学校             | 中学校             | 高等学校 |
| ---------- | ------------------ | ------------------ | -------- |
| 全域       | 岡崎市立男川小学校 | 岡崎市立美川中学校 | 三河学区 |

## 歴史
額田郡の合併した村々を前身とする。江戸時代は、『大岡越前』で有名な大岡忠相を藩祖とする西大平藩の知行地であった。

### 沿革
- 1875年（明治8年）10月20日 - 大平村・西大平村・丸平新田が合併し、大平村となる[12]。
- 1889年（明治22年）10月1日 - 町村制施行。大平村が洞村・丸山村・高隆寺村・小美村・欠村と合併し、男川村大字大平となる[12]。
- 1928年（昭和3年）9月1日 - 岡崎市へ編入し、同市大平町となる[13]。
- 1941年（昭和16年）4月22日 - 一部が大西町となる[13]。

### 史跡
- 大平一里塚
- 西大平陣屋跡
- 大平城跡
- 大平西城跡
- 中道遺跡
- 天神前遺跡
- 奥屋遺跡

## 交通
- 東名高速道路
  - 岡崎IC
- 国道1号（龍城通り）
- 愛知県道26号岡崎環状線（竜東メーンロード）
  - 乙川大橋
- 愛知県道35号岡崎設楽線
- 都市計画道路岡崎一色線[14]（岡崎市道大西大平線）
  - 御用橋

## 施設
- 岡崎市大平市民センター
- 岡崎市立男川小学校
- 岡崎平和学園（2020年4月に市内国正町に移転）[15]
- 愛知県警察高速交通警察隊岡崎分駐隊
- 男川浄水場
- ドミー 本社
- 日本通運 岡崎支社
- IPCわんわん動物園
- オークワ岡崎インター店
- プラザヒラク
- トイザらス・ベビーザらス
- 家電住まいる館YAMADA岡崎本店
- ジャンボエンチョー岡崎店
- ZENT 岡崎インター店
- レッドバロン 本部事務所
- 鈴六 本社[16]
- プリムイソベン 岡崎工場
- プレイマウンテン! 岡崎店
- 専光寺
- 縁盛寺
- 薬師寺
- 大平八幡宮

## ギャラリー
- 岡崎市大平市民センター
- ドミー本社
- ジャンボエンチョー岡崎店
- オークワ岡崎インター店
- 西大平藩陣屋跡
- 大平一里塚
- 専光寺
- 薬師寺
- 岡崎市立男川小学校
- 乙川大橋
- 更沙川緑地
- プラザヒラク
- プラザヒラク
- プレイマウンテン! 岡崎店
- 男川浄水場
- 男川浄水場の内部

## その他

### 日本郵便
- 郵便番号 : 444-0007[3]（集配局：岡崎郵便局[17]）。

## 参考資料
- 「角川日本地名大辞典」編纂委員会 編『角川日本地名大辞典 23 愛知県』角川書店、1989年。
- 平凡社 編『日本歴史地名大系 23 愛知県の地名』1981年。
- 新編岡崎市史編さん委員会 編『新編岡崎市史 総集編 20』1993年。